# Bom Dia Madeira
Bom Dia Madeira foi um telejornal português da RTP Madeira, com transmissão diária a partir das sete e meia da manhã. Nele trata-se das notícias, do trânsito, dos jornais e do tempo na Região Autónoma da Madeira. Atualmente, é apresentado por Paulo Jardim.
Anteriormente apresentado por Carolina Freitas e Tânia Spínola.